# 21110 Карлвалентін
21110 Карлвалентін (21110 Karlvalentin) — астероїд головного поясу, відкритий 4 вересня 1992 року.
Тіссеранів параметр щодо Юпітера — 3,519.